# Campeonato de Primera División C 1966 (Argentina)
El Campeonato de Primera División C 1966 fue la trigésima segunda temporada del certamen de la tercera categoría del fútbol argentino. Se disputó entre el 26 de marzo y el 27 de noviembre de 1966.
El único nuevo participante del torneo fue General Mitre, campeón de la Primera D 1965.
El certamen consagró campeón por primera vez a Estudiantes (BA), que obtuvo el único ascenso de la temporada.

## Ascensos y descensos
| Pos. | Ascendidos de la Primera C 1965 |
| ---- | ------------------------------- |
| 1º   | Almirante Brown                 |

| Pos. | Ascendidos de la Primera D 1965 |
| ---- | ------------------------------- |
| 1º   | General Mitre                   |

## Formato
Los equipos se enfrentaron bajo el sistema de todos contra todos a dos ruedas. El equipo con mayor puntaje se consagró campeón y obtuvo el ascenso.
No hubo descensos esta temporada.

## Equipos participantes
| Equipo                   | Ciudad            | Estadio                     |
| ------------------------ | ----------------- | --------------------------- |
| Arsenal de Llavallol     | Llavallol         | Arsenal de Llavallol        |
| Barracas Central         | Buenos Aires      | Olavarría y Luna            |
| Brown de Adrogué         | Adrogué           | Brown de Adrogué            |
| Colegiales               | Munro             | Malaver y Posadas           |
| Comunicaciones           | Buenos Aires      | Comunicaciones              |
| Defensores de Cambaceres | Ensenada          | Camino Rivadavia y Quintana |
| Deportivo Riestra        | Buenos Aires      | Riestra y Lacarra           |
| Estudiantes (BA)         | Caseros           | Estudiantes (BA)            |
| Fénix                    | Buenos Aires      | Concepción Arenal           |
| Flandria                 | Jáuregui          | Carlos V                    |
| General Mitre            | Sarandí           | No posee                    |
| J.J. Urquiza             | Caseros           | Kelsey y Bonifacini         |
| Leandro N. Alem          | General Rodríguez | Leandro N. Alem             |
| Liniers                  | Ciudadela         | Gaona y General Paz         |
| Luján                    | Luján             | Municipal de Luján          |
| Porteño AC               | General Rodríguez | No posee                    |
| Sacachispas              | Buenos Aires      | Lacarra y Barros Pazos      |
| Sportivo Palermo         | Villa Lynch       | Sportivo Palermo            |

### Distribución geográfica de los equipos
| Región                                   | Cant. | Equipos |
| ---------------------------------------- | ----- | --- |
| Conurbano bonaerense                     | 8     | Arsenal de Llavallol, Brown de Adrogué, Colegiales, Estudiantes (BA), General Mitre, J.J Urquiza, Liniers y Sportivo Palermo |
| Ciudad de Buenos Aires                   | 5     | Barracas Central, Comunicaciones, Deportivo Riestra, Fénix y Sacachispas                                                     |
| Interior de la provincia de Buenos Aires | 4     | Flandria, Leandro N. Alem, Luján y Porteño AC                                                                                |
| Gran La Plata                            | 1     | Defensores de Cambaceres |

## Tabla de posiciones
| Pos. | Equipo                   | Pts. | PJ | PG | PE | PP | GF | GC | Dif. |
| ---- | ------------------------ | ---- | -- | -- | -- | -- | -- | -- | ---- |
| 1.º  | Estudiantes (BA)         | 54   | 34 | 22 | 10 | 2  | 66 | 23 | 43   |
| 2.º  | General Mitre            | 52   | 34 | 22 | 8  | 4  | 70 | 34 | 36   |
| 3.º  | Liniers                  | 48   | 34 | 19 | 10 | 5  | 71 | 34 | 37   |
| 4.º  | Comunicaciones           | 47   | 34 | 20 | 7  | 7  | 70 | 34 | 36   |
| 5.º  | Colegiales               | 45   | 34 | 16 | 13 | 5  | 56 | 33 | 23   |
| 6.º  | Flandria                 | 43   | 34 | 14 | 15 | 5  | 59 | 37 | 22   |
| 7.º  | Leandro N. Alem          | 36   | 34 | 12 | 12 | 10 | 60 | 51 | 9    |
| 8.º  | Fénix                    | 36   | 34 | 12 | 12 | 10 | 48 | 53 | −5   |
| 9.º  | J.J. Urquiza             | 33   | 34 | 10 | 13 | 11 | 48 | 63 | −15  |
| 10.º | Defensores de Cambaceres | 31   | 34 | 9  | 13 | 12 | 51 | 59 | −8   |
| 11.º | Luján                    | 29   | 34 | 9  | 11 | 14 | 48 | 54 | −6   |
| 12.º | Porteño AC               | 29   | 34 | 8  | 13 | 13 | 37 | 46 | −9   |
| 13.º | Deportivo Riestra        | 27   | 34 | 7  | 13 | 14 | 46 | 51 | −5   |
| 14.º | Brown de Adrogué         | 24   | 34 | 8  | 8  | 18 | 36 | 65 | −29  |
| 15.º | Arsenal de Llavallol     | 23   | 34 | 5  | 13 | 16 | 34 | 56 | −22  |
| 16.º | Barracas Central         | 20   | 34 | 6  | 8  | 20 | 32 | 64 | −32  |
| 17.º | Sportivo Palermo         | 20   | 34 | 5  | 10 | 19 | 33 | 70 | −37  |
| 18.º | Sacachispas              | 15   | 34 | 3  | 9  | 22 | 34 | 72 | −38  |

|  | Se consagró campeón y ascendió a la Primera B |

## Goleadores[3]
| Pos. | Jugador              | Jugador                | Goles | Equipo           |
| ---- | -------------------- | ---------------------- | ----- | ---------------- |
| 1    | Bandera de Argentina | M. González            | 22    | Leandro N. Alem  |
| 2    | Bandera de Argentina | Delfín Edmundo Benítez | 21    | General Mitre    |
| 3    | Bandera de Argentina | Juan Carlos García     | 17    | Liniers          |
| 4    | Bandera de Argentina | Haroldo Pérez          | 16    | Luján            |
| 5    | Bandera de Argentina | Roberto Mario Galletti | 14    | Brown de Adrogué |
| 5    | Bandera de Argentina | Ricardo Mancuso        | 14    | Estudiantes (BA) |
| 5    | Bandera de Argentina | Cayetano Rubén Piccolo | 14    | General Mitre    |

## Resultados
| Barracas Central         | 1 - 6 | Colegiales           | Olavarría y Luna            | 26 de marzo |
| Defensores de Cambaceres | 0 - 0 | Fénix                | Camino Rivadavia y Quintana | 26 de marzo |
| Sacachispas              | 1 - 2 | Arsenal de Llavallol | Lacarra y Barros Pazos      | 26 de marzo |
| Comunicaciones           | 2 - 0 | J.J. Urquiza         | Comunicaciones              | 26 de marzo |
| Estudiantes (BA)         | 2 - 0 | Sportivo Palermo     | Estudiantes (BA)            | 26 de marzo |
| Luján                    | 1 - 1 | Deportivo Riestra    | Municipal de Luján          | 26 de marzo |
| Flandria                 | 3 - 0 | Brown de Adrogué     | Carlos V                    | 26 de marzo |
| Liniers                  | 3 - 1 | General Mitre        | Gaona y General Paz         | 26 de marzo |
| Leandro N. Alem          | 2 - 2 | Porteño AC           | Leandro N. Alem             | 27 de marzo |

| Liniers              | 4 - 1 | Barracas Central         | Gaona y General Paz  | 2 de abril |
| General Mitre        | 2 - 2 | Flandria                 | El Viaducto          | 2 de abril |
| Brown de Adrogué     | 2 - 2 | Luján                    | Brown de Adrogué     | 2 de abril |
| Deportivo Riestra    | 0 - 0 | Estudiantes (BA)         | Riestra y Lacarra    | 2 de abril |
| Sportivo Palermo     | 2 - 1 | Leandro N. Alem          | Sportivo Palermo     | 2 de abril |
| J.J. Urquiza         | 3 - 2 | Sacachispas              | Kelsey y Bonifacini  | 2 de abril |
| Arsenal de Llavallol | 1 - 1 | Defensores de Cambaceres | Arsenal de Llavallol | 2 de abril |
| Fénix                | 0 - 2 | Colegiales               | Concepción Arenal    | 2 de abril |
| Porteño AC           | 3 - 2 | Comunicaciones           | Leandro N. Alem      | 3 de abril |

| Barracas Central         | 1 - 3 | Fénix                | Olavarría y Luna            | 9 de abril  |
| Colegiales               | 1 - 0 | Arsenal de Llavallol | Malaver y Posadas           | 9 de abril  |
| Defensores de Cambaceres | 0 - 2 | J.J. Urquiza         | Camino Rivadavia y Quintana | 9 de abril  |
| Sacachispas              | 0 - 1 | Porteño AC           | Lacarra y Barros Pazos      | 9 de abril  |
| Comunicaciones           | 2 - 0 | Sportivo Palermo     | Comunicaciones              | 9 de abril  |
| Estudiantes (BA)         | 4 - 1 | Brown de Adrogué     | Estudiantes (BA)            | 9 de abril  |
| Luján                    | 1 - 1 | General Mitre        | Municipal de Luján          | 9 de abril  |
| Flandria                 | 1 - 1 | Liniers              | Carlos V                    | 10 de abril |
| Leandro N. Alem          | 1 - 1 | Deportivo Riestra    | Leandro N. Alem             | 10 de abril |

| Flandria             | 4 - 0 | Barracas Central         | Carlos V             | 23 de abril |
| Liniers              | 3 - 2 | Luján                    | Gaona y General Paz  | 23 de abril |
| General Mitre        | 2 - 3 | Estudiantes (BA)         | El Viaducto          | 23 de abril |
| Brown de Adrogué     | 2 - 3 | Leandro N. Alem          | Brown de Adrogué     | 23 de abril |
| Deportivo Riestra    | 2 - 3 | Comunicaciones           | Riestra y Lacarra    | 23 de abril |
| Sportivo Palermo     | 2 - 1 | Sacachispas              | Sportivo Palermo     | 23 de abril |
| J.J. Urquiza         | 2 - 2 | Colegiales               | Kelsey y Bonifacini  | 23 de abril |
| Arsenal de Llavallol | 5 - 0 | Fénix                    | Arsenal de Llavallol | 23 de abril |
| Porteño AC           | 2 - 4 | Defensores de Cambaceres | Leandro N. Alem      | 24 de abril |

| Barracas Central         | 1 - 1 | Arsenal de Llavallol | Olavarría y Luna            | 30 de abril |
| Fénix                    | 1 - 1 | J.J. Urquiza         | Concepción Arenal           | 30 de abril |
| Colegiales               | 1 - 1 | Porteño AC           | Malaver y Posadas           | 30 de abril |
| Defensores de Cambaceres | 1 - 1 | Sportivo Palermo     | Camino Rivadavia y Quintana | 30 de abril |
| Sacachispas              | 2 - 2 | Deportivo Riestra    | Lacarra y Barros Pazos      | 30 de abril |
| Comunicaciones           | 4 - 0 | Brown de Adrogué     | Comunicaciones              | 30 de abril |
| Estudiantes (BA)         | 0 - 0 | Liniers              | Estudiantes (BA)            | 30 de abril |
| Luján                    | 1 - 0 | Flandria             | Municipal de Luján          | 30 de abril |
| Leandro N. Alem          | 2 - 0 | General Mitre        | Leandro N. Alem             | 30 de abril |

| Luján             | 2 - 1 | Barracas Central         | Municipal de Luján  | 7 de mayo |
| Liniers           | 1 - 0 | Leandro N. Alem          | Gaona y General Paz | 7 de mayo |
| General Mitre     | 1 - 1 | Comunicaciones           | El Viaducto         | 7 de mayo |
| Brown de Adrogué  | 3 - 1 | Sacachispas              | Brown de Adrogué    | 7 de mayo |
| Deportivo Riestra | 0 - 1 | Defensores de Cambaceres | Riestra y Lacarra   | 7 de mayo |
| Sportivo Palermo  | 0 - 6 | Colegiales               | Sportivo Palermo    | 7 de mayo |
| J.J. Urquiza      | 3 - 2 | Arsenal de Llavallol     | Kelsey y Bonifacini | 7 de mayo |
| Flandria          | 0 - 0 | Estudiantes (BA)         | Carlos V            | 8 de mayo |
| Porteño AC        | 0 - 1 | Fénix                    | Leandro N. Alem     | 8 de mayo |

| Barracas Central         | 0 - 0 | J.J. Urquiza      | Olavarría y Luna            | 14 de mayo |
| Arsenal de Llavallol     | 0 - 2 | Porteño AC        | Arsenal de Llavallol        | 14 de mayo |
| Fénix                    | 1 - 0 | Sportivo Palermo  | Concepción Arenal           | 14 de mayo |
| Colegiales               | 1 - 0 | Deportivo Riestra | Malaver y Posadas           | 14 de mayo |
| Defensores de Cambaceres | 1 - 2 | Brown de Adrogué  | Camino Rivadavia y Quintana | 14 de mayo |
| Sacachispas              | 2 - 7 | General Mitre     | Lacarra y Barros Pazos      | 14 de mayo |
| Comunicaciones           | 0 - 2 | Liniers           | Comunicaciones              | 14 de mayo |
| Estudiantes (BA)         | 2 - 0 | Luján             | Estudiantes (BA)            | 14 de mayo |
| Leandro N. Alem          | 2 - 2 | Flandria          | Leandro N. Alem             | 15 de mayo |

| Estudiantes (BA)  | 4 - 1 | Barracas Central         | Estudiantes (BA)    | 21 de mayo |
| Luján             | 0 - 0 | Leandro N. Alem          | Municipal de Luján  | 21 de mayo |
| Liniers           | 1 - 0 | Sacachispas              | Gaona y General Paz | 21 de mayo |
| General Mitre     | 2 - 0 | Defensores de Cambaceres | El Viaducto         | 21 de mayo |
| Brown de Adrogué  | 2 - 0 | Colegiales               | Brown de Adrogué    | 21 de mayo |
| Deportivo Riestra | 1 - 0 | Fénix                    | Riestra y Lacarra   | 21 de mayo |
| Sportivo Palermo  | 1 - 1 | Arsenal de Llavallol     | Sportivo Palermo    | 21 de mayo |
| Flandria          | 1 - 1 | Comunicaciones           | Carlos V            | 22 de mayo |
| Porteño AC        | 0 - 1 | J.J. Urquiza             | Leandro N. Alem     | 22 de mayo |

| Barracas Central         | 1 - 1 | Porteño AC        | Olavarría y Luna            | 28 de mayo |
| J.J. Urquiza             | 5 - 3 | Sportivo Palermo  | Kelsey y Bonifacini         | 28 de mayo |
| Arsenal de Llavallol     | 1 - 1 | Deportivo Riestra | Arsenal de Llavallol        | 28 de mayo |
| Fénix                    | 5 - 2 | Brown de Adrogué  | Concepción Arenal           | 28 de mayo |
| Colegiales               | 0 - 0 | General Mitre     | Malaver y Posadas           | 28 de mayo |
| Defensores de Cambaceres | 2 - 0 | Liniers           | Camino Rivadavia y Quintana | 28 de mayo |
| Sacachispas              | 1 - 2 | Flandria          | Lacarra y Barros Pazos      | 28 de mayo |
| Comunicaciones           | 4 - 0 | Luján             | Comunicaciones              | 28 de mayo |
| Leandro N. Alem          | 1 - 1 | Estudiantes (BA)  | Leandro N. Alem             | 29 de mayo |

| Estudiantes (BA)  | 3 - 1 | Comunicaciones           | Estudiantes (BA)                                                  | 4 de junio |
| Luján             | 4 - 1 | Sacachispas              | Municipal de Luján                                                | 4 de junio |
| Liniers           | 2 - 3 | Colegiales               | Club_Social_y_Deportivo_Liniers#El_estadio_de_Gaona_y_General_Paz | 4 de junio |
| General Mitre     | 2 - 0 | Fénix                    | El Viaducto                                                       | 4 de junio |
| Brown de Adrogué  | 1 - 0 | Arsenal de Llavallol     | Brown de Adrogué                                                  | 4 de junio |
| Deportivo Riestra | 2 - 2 | J.J. Urquiza             | Riestra y Lacarra                                                 | 4 de junio |
| Sportivo Palermo  | 1 - 2 | Porteño AC               | Sportivo Palermo                                                  | 4 de junio |
| Flandria          | 2 - 1 | Defensores de Cambaceres | Carlos V                                                          | 5 de junio |
| Leandro N. Alem   | 3 - 1 | Barracas Central         | Leandro N. Alem                                                   | 5 de junio |

| Barracas Central         | 4 - 1 | Sportivo Palermo  | Olavarría y Luna            | 11 de junio |
| J.J. Urquiza             | 2 - 1 | Brown de Adrogué  | Kelsey y Bonifacini         | 11 de junio |
| Arsenal de Llavallol     | 2 - 4 | General Mitre     | Arsenal de Llavallol        | 11 de junio |
| Fénix                    | 1 - 0 | Liniers           | Concepción Arenal           | 11 de junio |
| Colegiales               | 2 - 1 | Flandria          | Malaver y Posadas           | 11 de junio |
| Defensores de Cambaceres | 3 - 1 | Luján             | Camino Rivadavia y Quintana | 11 de junio |
| Sacachispas              | 0 - 2 | Estudiantes (BA)  | Lacarra y Barros Pazos      | 11 de junio |
| Comunicaciones           | 2 - 3 | Leandro N. Alem   | Comunicaciones              | 11 de junio |
| Porteño AC               | 1 - 4 | Deportivo Riestra | Leandro N. Alem             | 12 de junio |

| Comunicaciones    | 2 - 1 | Barracas Central         | Comunicaciones      | 18 de junio |
| Estudiantes (BA)  | 1 - 3 | Defensores de Cambaceres | Estudiantes (BA)    | 18 de junio |
| Luján             | 0 - 0 | Colegiales               | Municipal de Luján  | 18 de junio |
| Liniers           | 0 - 0 | Arsenal de Llavallol     | Gaona y General Paz | 18 de junio |
| General Mitre     | 4 - 0 | J.J. Urquiza             | El Viaducto         | 18 de junio |
| Brown de Adrogué  | 2 - 1 | Porteño AC               | Brown de Adrogué    | 18 de junio |
| Deportivo Riestra | 2 - 2 | Sportivo Palermo         | Riestra y Lacarra   | 18 de junio |
| Flandria          | 0 - 0 | Fénix                    | Carlos V            | 19 de junio |
| Leandro N. Alem   | 4 - 2 | Sacachispas              | Leandro N. Alem     | 19 de junio |

| Barracas Central         | 1 - 0 | Deportivo Riestra | Olavarría y Luna            | 25 de junio |
| Sportivo Palermo         | 1 - 2 | Brown de Adrogué  | Sportivo Palermo            | 25 de junio |
| J.J. Urquiza             | 1 - 1 | Liniers           | Kelsey y Bonifacini         | 25 de junio |
| Arsenal de Llavallol     | 2 - 3 | Flandria          | Arsenal de Llavallol        | 25 de junio |
| Fénix                    | 1 - 1 | Luján             | Concepción Arenal           | 25 de junio |
| Colegiales               | 1 - 1 | Estudiantes (BA)  | Malaver y Posadas           | 25 de junio |
| Defensores de Cambaceres | 3 - 0 | Leandro N. Alem   | Camino Rivadavia y Quintana | 25 de junio |
| Sacachispas              | 1 - 3 | Comunicaciones    | Lacarra y Barros Pazos      | 25 de junio |
| Porteño AC               | 0 - 1 | General Mitre     | Leandro N. Alem             | 26 de junio |

| Sacachispas      | 0 - 1 | Barracas Central         | Lacarra y Barros Pazos | 2 de julio |
| Comunicaciones   | 2 - 2 | Defensores de Cambaceres | Comunicaciones         | 2 de julio |
| Estudiantes (BA) | 1 - 1 | Fénix                    | Estudiantes (BA)       | 2 de julio |
| Luján            | 4 - 0 | Arsenal de Llavallol     | Municipal de Luján     | 2 de julio |
| Liniers          | 0 - 0 | Porteño AC               | Gaona y General Paz    | 2 de julio |
| General Mitre    | 3 - 1 | Sportivo Palermo         | El Viaducto            | 2 de julio |
| Brown de Adrogué | 3 - 0 | Deportivo Riestra        | Brown de Adrogué       | 2 de julio |
| Flandria         | 3 - 1 | J.J. Urquiza             | Carlos V               | 3 de julio |
| Leandro N. Alem  | 1 - 1 | Colegiales               | Leandro N. Alem        | 3 de julio |

| Barracas Central         | 2 - 0 | Brown de Adrogué | Olavarría y Luna            | 9 de julio  |
| Deportivo Riestra        | 1 - 2 | General Mitre    | Riestra y Lacarra           | 9 de julio  |
| Sportivo Palermo         | 1 - 1 | Liniers          | Sportivo Palermo            | 9 de julio  |
| J.J. Urquiza             | 2 - 2 | Luján            | Kelsey y Bonifacini         | 9 de julio  |
| Arsenal de Llavallol     | 0 - 0 | Estudiantes (BA) | Arsenal de Llavallol        | 9 de julio  |
| Fénix                    | 2 - 3 | Leandro N. Alem  | Concepción Arenal           | 9 de julio  |
| Colegiales               | 0 - 3 | Comunicaciones   | Malaver y Posadas           | 9 de julio  |
| Defensores de Cambaceres | 5 - 2 | Sacachispas      | Camino Rivadavia y Quintana | 9 de julio  |
| Porteño AC               | 0 - 0 | Flandria         | Leandro N. Alem             | 10 de julio |

| Defensores de Cambaceres | 0 - 0 | Barracas Central     | Camino Rivadavia y Quintana | 16 de julio |
| Sacachispas              | 0 - 0 | Colegiales           | Lacarra y Barros Pazos      | 16 de julio |
| Comunicaciones           | 4 - 0 | Fénix                | Comunicaciones              | 16 de julio |
| Estudiantes (BA)         | 4 - 0 | J.J. Urquiza         | Kelsey y Bonifacini         | 16 de julio |
| Luján                    | 1 - 1 | Porteño AC           | Municipal de Luján          | 16 de julio |
| Liniers                  | 3 - 0 | Deportivo Riestra    | Gaona y General Paz         | 16 de julio |
| General Mitre            | 2 - 1 | Brown de Adrogué     | El Viaducto                 | 16 de julio |
| Flandria                 | 2 - 0 | Sportivo Palermo     | Carlos V                    | 17 de julio |
| Leandro N. Alem          | 3 - 0 | Arsenal de Llavallol | Leandro N. Alem             | 17 de julio |

| Barracas Central     | 0 - 2 | General Mitre            | Olavarría y Luna     | 23 de julio |
| Brown de Adrogué     | 0 - 0 | Liniers                  | Brown de Adrogué     | 23 de julio |
| Deportivo Riestra    | 0 - 2 | Flandria                 | Riestra y Lacarra    | 23 de julio |
| Sportivo Palermo     | 1 - 0 | Luján                    | Sportivo Palermo     | 23 de julio |
| J.J. Urquiza         | 0 - 1 | Leandro N. Alem          | Kelsey y Bonifacini  | 23 de julio |
| Arsenal de Llavallol | 1 - 3 | Comunicaciones           | Arsenal de Llavallol | 23 de julio |
| Fénix                | 1 - 1 | Sacachispas              | Concepción Arenal    | 23 de julio |
| Colegiales           | 2 - 0 | Defensores de Cambaceres | Malaver y Posadas    | 23 de julio |
| Porteño AC           | 0 - 0 | Estudiantes (BA)         | Leandro N. Alem      | 24 de julio |

| Colegiales           | 2 - 1 | Barracas Central         | Malaver y Posadas    | 6 de agosto |
| Fénix                | 2 - 2 | Defensores de Cambaceres | Concepción Arenal    | 6 de agosto |
| Arsenal de Llavallol | 0 - 2 | Sacachispas              | Arsenal de Llavallol | 6 de agosto |
| J.J. Urquiza         | 0 - 1 | Comunicaciones           | Kelsey y Bonifacini  | 6 de agosto |
| Sportivo Palermo     | 0 - 2 | Estudiantes (BA)         | Sportivo Palermo     | 6 de agosto |
| Deportivo Riestra    | 2 - 0 | Luján                    | Riestra y Lacarra    | 6 de agosto |
| Brown de Adrogué     | 2 - 1 | Flandria                 | Brown de Adrogué     | 6 de agosto |
| General Mitre        | 2 - 2 | Liniers                  | El Viaducto          | 6 de agosto |
| Porteño AC           | 1 - 1 | Leandro N. Alem          | Leandro N. Alem      | 7 de agosto |

| Barracas Central         | 1 - 3 | Liniers              | Olavarría y Luna            | 13 de agosto |
| Luján                    | 1 - 1 | Brown de Adrogué     | Municipal de Luján          | 13 de agosto |
| Estudiantes (BA)         | 2 - 1 | Deportivo Riestra    | Estudiantes (BA)            | 13 de agosto |
| Comunicaciones           | 3 - 0 | Porteño AC           | Comunicaciones              | 13 de agosto |
| Sacachispas              | 1 - 1 | J.J. Urquiza         | Lacarra y Barros Pazos      | 13 de agosto |
| Defensores de Cambaceres | 0 - 0 | Arsenal de Llavallol | Camino Rivadavia y Quintana | 13 de agosto |
| Colegiales               | 4 - 2 | Fénix                | Malaver y Posadas           | 13 de agosto |
| Flandria                 | 0 - 0 | General Mitre        | Carlos V                    | 14 de agosto |
| Leandro N. Alem          | 3 - 1 | Sportivo Palermo     | Leandro N. Alem             | 14 de agosto |

| Fénix                | 5 - 1 | Barracas Central         | Concepción Arenal    | 20 de agosto |
| Arsenal de Llavallol | 1 - 1 | Colegiales               | Arsenal de Llavallol | 20 de agosto |
| J.J. Urquiza         | 2 - 2 | Defensores de Cambaceres | Kelsey y Bonifacini  | 20 de agosto |
| Sportivo Palermo     | 0 - 1 | Comunicaciones           | Sportivo Palermo     | 20 de agosto |
| Deportivo Riestra    | 2 - 3 | Leandro N. Alem          | Riestra y Lacarra    | 20 de agosto |
| Brown de Adrogué     | 0 - 1 | Estudiantes (BA)         | Brown de Adrogué     | 20 de agosto |
| General Mitre        | 2 - 1 | Luján                    | El Viaducto          | 20 de agosto |
| Liniers              | 3 - 3 | Flandria                 | Gaona y General Paz  | 20 de agosto |
| Porteño AC           | 0 - 0 | Sacachispas              | Leandro N. Alem      | 21 de agosto |

| Barracas Central         | 1 - 1 | Flandria             | Olavarría y Luna            | 27 de agosto |
| Luján                    | 2 - 2 | Liniers              | Municipal de Luján          | 27 de agosto |
| Estudiantes (BA)         | 2 - 1 | General Mitre        | Estudiantes (BA)            | 27 de agosto |
| Comunicaciones           | 1 - 1 | Deportivo Riestra    | Comunicaciones              | 27 de agosto |
| Sacachispas              | 0 - 0 | Sportivo Palermo     | Lacarra y Barros Pazos      | 27 de agosto |
| Defensores de Cambaceres | 4 - 1 | Porteño AC           | Camino Rivadavia y Quintana | 27 de agosto |
| Colegiales               | 2 - 0 | J.J. Urquiza         | Malaver y Posadas           | 27 de agosto |
| Fénix                    | 2 - 1 | Arsenal de Llavallol | Concepción Arenal           | 27 de agosto |
| Leandro N. Alem          | 1 - 1 | Brown de Adrogué     | Leandro N. Alem             | 28 de agosto |

| Arsenal de Llavallol | 1 - 1 | Barracas Central         | Arsenal de Llavallol | 3 de septiembre |
| J.J. Urquiza         | 2 - 3 | Fénix                    | Kelsey y Bonifacini  | 3 de septiembre |
| Sportivo Palermo     | 3 - 2 | Defensores de Cambaceres | Sportivo Palermo     | 3 de septiembre |
| Deportivo Riestra    | 2 - 0 | Sacachispas              | Riestra y Lacarra    | 3 de septiembre |
| Brown de Adrogué     | 0 - 1 | Comunicaciones           | Brown de Adrogué     | 3 de septiembre |
| General Mitre        | 2 - 1 | Leandro N. Alem          | El Viaducto          | 3 de septiembre |
| Liniers              | 2 - 1 | Estudiantes (BA)         | Gaona y General Paz  | 3 de septiembre |
| Flandria             | 2 - 0 | Luján                    | Carlos V             | 4 de septiembre |
| Porteño AC           | 0 - 0 | Colegiales               | Leandro N. Alem      | 4 de septiembre |

| Barracas Central         | 0 - 1 | Luján             | Olavarría y Luna            | 10 de septiembre |
| Estudiantes (BA)         | 3 - 1 | Flandria          | Estudiantes (BA)            | 10 de septiembre |
| Comunicaciones           | 1 - 2 | General Mitre     | Comunicaciones              | 10 de septiembre |
| Sacachispas              | 0 - 0 | Brown de Adrogué  | Lacarra y Barros Pazos      | 10 de septiembre |
| Defensores de Cambaceres | 1 - 0 | Deportivo Riestra | Camino Rivadavia y Quintana | 10 de septiembre |
| Colegiales               | 1 - 1 | Sportivo Palermo  | Malaver y Posadas           | 10 de septiembre |
| Fénix                    | 2 - 0 | Porteño AC        | Concepción Arenal           | 10 de septiembre |
| Arsenal de Llavallol     | 2 - 1 | J.J. Urquiza      | Arsenal de Llavallol        | 10 de septiembre |
| Leandro N. Alem          | 1 - 3 | Liniers           | Leandro N. Alem             | 11 de septiembre |

| J.J. Urquiza      | 4 - 2 | Barracas Central         | Kelsey y Bonifacini | 17 de septiembre |
| Sportivo Palermo  | 1 - 3 | Fénix                    | Sportivo Palermo    | 17 de septiembre |
| Deportivo Riestra | 2 - 2 | Colegiales               | Riestra y Lacarra   | 17 de septiembre |
| Brown de Adrogué  | 1 - 1 | Defensores de Cambaceres | Brown de Adrogué    | 17 de septiembre |
| General Mitre     | 6 - 1 | Sacachispas              | El Viaducto         | 17 de septiembre |
| Liniers           | 3 - 0 | Comunicaciones           | Gaona y General Paz | 17 de septiembre |
| Luján             | 1 - 3 | Estudiantes (BA)         | Municipal de Luján  | 17 de septiembre |
| Flandria          | 2 - 1 | Leandro N. Alem          | Carlos V            | 18 de septiembre |
| Porteño AC        | 1 - 1 | Arsenal de Llavallol     | Leandro N. Alem     | 18 de septiembre |

| Barracas Central         | 1 - 2   | Estudiantes (BA)  | Olavarría y Luna            | 24 de septiembre |
| Comunicaciones           | 1 - 0   | Flandria          | Comunicaciones              | 24 de septiembre |
| Defensores de Cambaceres | 1 - 4   | General Mitre     | Camino Rivadavia y Quintana | 24 de septiembre |
| Colegiales               | 1 - 0   | Brown de Adrogué  | Malaver y Posadas           | 24 de septiembre |
| Fénix                    | 1 - 1   | Deportivo Riestra | Concepción Arenal           | 24 de septiembre |
| Arsenal de Llavallol     | 0 - 0   | Sportivo Palermo  | Arsenal de Llavallol        | 24 de septiembre |
| J.J. Urquiza             | 3 - 2   | Porteño AC        | Kelsey y Bonifacini         | 24 de septiembre |
| Sacachispas              | PP - GP | Liniers           | Lacarra y Barros Pazos      | 24 de septiembre |
| Leandro N. Alem          | 3 - 1   | Luján             | Leandro N. Alem             | 25 de septiembre |

| Sportivo Palermo  | 1 - 1 | J.J. Urquiza             | Sportivo Palermo    | 1 de octubre |
| Deportivo Riestra | 0 - 1 | Arsenal de Llavallol     | Riestra y Lacarra   | 1 de octubre |
| Brown de Adrogué  | 2 - 2 | Fénix                    | Brown de Adrogué    | 1 de octubre |
| General Mitre     | 2 - 1 | Colegiales               | El Viaducto         | 1 de octubre |
| Liniers           | 2 - 0 | Defensores de Cambaceres | Gaona y General Paz | 1 de octubre |
| Luján             | 0 - 4 | Comunicaciones           | Municipal de Luján  | 1 de octubre |
| Estudiantes (BA)  | 1 - 0 | Leandro N. Alem          | Estudiantes (BA)    | 1 de octubre |
| Flandria          | 1 - 0 | Sacachispas              | Carlos V            | 2 de octubre |
| Porteño AC        | 3 - 0 | Barracas Central         | Leandro N. Alem     | 2 de octubre |

| Barracas Central         | 2 - 1 | Leandro N. Alem   | Olavarría y Luna            | 8 de octubre |
| Comunicaciones           | 1 - 1 | Estudiantes (BA)  | Comunicaciones              | 8 de octubre |
| Sacachispas              | 0 - 2 | Luján             | Lacarra y Barros Pazos      | 8 de octubre |
| Defensores de Cambaceres | 2 - 2 | Flandria          | Camino Rivadavia y Quintana | 8 de octubre |
| Colegiales               | 0 - 1 | Liniers           | Malaver y Posadas           | 8 de octubre |
| Fénix                    | 0 - 2 | General Mitre     | Concepción Arenal           | 8 de octubre |
| Arsenal de Llavallol     | 2 - 2 | Brown de Adrogué  | Arsenal de Llavallol        | 8 de octubre |
| J.J. Urquiza             | 3 - 2 | Deportivo Riestra | Kelsey y Bonifacini         | 8 de octubre |
| Porteño AC               | 3 - 1 | Sportivo Palermo  | Leandro N. Alem             | 9 de octubre |

| Sportivo Palermo  | 0 - 0 | Barracas Central         | Sportivo Palermo    | 15 de octubre |
| Deportivo Riestra | 1 - 1 | Porteño AC               | Riestra y Lacarra   | 15 de octubre |
| Brown de Adrogué  | 0 - 1 | J.J. Urquiza             | Brown de Adrogué    | 15 de octubre |
| General Mitre     | 3 - 1 | Arsenal de Llavallol     | De Los Inmigrantes  | 15 de octubre |
| Liniers           | 0 - 1 | Fénix                    | Gaona y General Paz | 15 de octubre |
| Luján             | 5 - 2 | Defensores de Cambaceres | Municipal de Luján  | 15 de octubre |
| Estudiantes (BA)  | 4 - 1 | Sacachispas              | Estudiantes (BA)    | 15 de octubre |
| Flandria          | 1 - 1 | Colegiales               | Carlos V            | 16 de octubre |
| Leandro N. Alem   | 2 - 2 | Comunicaciones           | Leandro N. Alem     | 16 de octubre |

| Barracas Central         | 0 - 1 | Comunicaciones    | Olavarría y Luna            | 22 de octubre |
| Sacachispas              | 3 - 3 | Leandro N. Alem   | Lacarra y Barros Pazos      | 22 de octubre |
| Defensores de Cambaceres | 0 - 3 | Estudiantes (BA)  | Camino Rivadavia y Quintana | 22 de octubre |
| Colegiales               | 1 - 0 | Luján             | Malaver y Posadas           | 22 de octubre |
| Fénix                    | 3 - 3 | Flandria          | Concepción Arenal           | 22 de octubre |
| Arsenal de Llavallol     | 0 - 2 | Liniers           | Arsenal de Llavallol        | 22 de octubre |
| J.J. Urquiza             | 0 - 0 | General Mitre     | Kelsey y Bonifacini         | 22 de octubre |
| Sportivo Palermo         | 1 - 1 | Deportivo Riestra | Sportivo Palermo            | 22 de octubre |
| Porteño AC               | 3 - 0 | Brown de Adrogué  | Leandro N. Alem             | 23 de octubre |

| Deportivo Riestra | 1 - 0 | Barracas Central         | Riestra y Lacarra   | 29 de octubre |
| Brown de Adrogué  | 0 - 3 | Sportivo Palermo         | Brown de Adrogué    | 29 de octubre |
| General Mitre     | 1 - 1 | Porteño AC               | De Los Inmigrantes  | 29 de octubre |
| Liniers           | 5 - 0 | J.J. Urquiza             | Gaona y General Paz | 29 de octubre |
| Flandria          | 3 - 1 | Arsenal de Llavallol     | Carlos V            | 29 de octubre |
| Luján             | 3 - 0 | Fénix                    | Municipal de Luján  | 29 de octubre |
| Estudiantes (BA)  | 4 - 0 | Colegiales               | Estudiantes (BA)    | 29 de octubre |
| Comunicaciones    | 3 - 0 | Sacachispas              | Comunicaciones      | 29 de octubre |
| Leandro N. Alem   | 1 - 1 | Defensores de Cambaceres | Leandro N. Alem     | 30 de octubre |

| Barracas Central         | 1 - 3 | Sacachispas      | Olavarría y Luna            | 5 de noviembre |
| Defensores de Cambaceres | 1 - 6 | Comunicaciones   | Camino Rivadavia y Quintana | 5 de noviembre |
| Colegiales               | 3 - 1 | Leandro N. Alem  | Malaver y Posadas           | 5 de noviembre |
| Fénix                    | 1 - 4 | Estudiantes (BA) | Concepción Arenal           | 5 de noviembre |
| Arsenal de Llavallol     | 4 - 3 | Luján            | Arsenal de Llavallol        | 5 de noviembre |
| J.J. Urquiza             | 2 - 2 | Flandria         | Kelsey y Bonifacini         | 5 de noviembre |
| Sportivo Palermo         | 2 - 3 | General Mitre    | Sportivo Palermo            | 5 de noviembre |
| Deportivo Riestra        | 5 - 2 | Brown de Adrogué | Riestra y Lacarra           | 5 de noviembre |
| Porteño AC               | 1 - 3 | Liniers          | Leandro N. Alem             | 5 de noviembre |

| Brown de Adrogué | 0 - 2 | Barracas Central         | Brown de Adrogué       | 12 de noviembre |
| General Mitre    | 1 - 0 | Deportivo Riestra        | El Viaducto            | 12 de noviembre |
| Liniers          | 7 - 1 | Sportivo Palermo         | Gaona y General Paz    | 12 de noviembre |
| Luján            | 2 - 2 | J.J. Urquiza             | Municipal de Luján     | 12 de noviembre |
| Estudiantes (BA) | 2 - 0 | Arsenal de Llavallol     | Estudiantes (BA)       | 12 de noviembre |
| Comunicaciones   | 1 - 3 | Colegiales               | Comunicaciones         | 12 de noviembre |
| Sacachispas      | 4 - 2 | Defensores de Cambaceres | Lacarra y Barros Pazos | 12 de noviembre |
| Flandria         | 2 - 0 | Porteño AC               | Carlos V               | 13 de noviembre |
| Leandro N. Alem  | 2 - 3 | Fénix                    | Leandro N. Alem        | 13 de noviembre |

| Barracas Central     | 1 - 1 | Defensores de Cambaceres | Olavarría y Luna     | 19 de noviembre |
| Colegiales           | 4 - 0 | Sacachispas              | Malaver y Posadas    | 19 de noviembre |
| Fénix                | 1 - 1 | Comunicaciones           | Concepción Arenal    | 19 de noviembre |
| Arsenal de Llavallol | 1 - 1 | Leandro N. Alem          | Arsenal de Llavallol | 19 de noviembre |
| J.J. Urquiza         | 1 - 1 | Estudiantes (BA)         | Kelsey y Bonifacini  | 19 de noviembre |
| Sportivo Palermo     | 0 - 4 | Flandria                 | Sportivo Palermo     | 19 de noviembre |
| Deportivo Riestra    | 5 - 3 | Liniers                  | Riestra y Lacarra    | 19 de noviembre |
| Brown de Adrogué     | 0 - 1 | General Mitre            | Brown de Adrogué     | 19 de noviembre |
| Porteño AC           | 2 - 1 | Luján                    | Leandro N. Alem      | 20 de noviembre |

| General Mitre            | 2 - 1 | Barracas Central     | El Viaducto                 | 26 de noviembre |
| Liniers                  | 8 - 1 | Brown de Adrogué     | Gaona y General Paz         | 26 de noviembre |
| Luján                    | 3 - 1 | Sportivo Palermo     | Municipal de Luján          | 26 de noviembre |
| Estudiantes (BA)         | 2 - 1 | Porteño AC           | Estudiantes (BA)            | 26 de noviembre |
| Leandro N. Alem          | 5 - 0 | J.J. Urquiza         | Leandro N. Alem             | 26 de noviembre |
| Comunicaciones           | 3 - 0 | Arsenal de Llavallol | Comunicaciones              | 26 de noviembre |
| Sacachispas              | 0 - 0 | Fénix                | Lacarra y Barros Pazos      | 26 de noviembre |
| Defensores de Cambaceres | 2 - 2 | Colegiales           | Camino Rivadavia y Quintana | 26 de noviembre |
| Flandria                 | 3 - 3 | Deportivo Riestra    | Carlos V                    | 27 de noviembre |